# Ashlee Simpson
Ashlee Nicole Simpson (nascuda Ashley Nicolle Simpson; Waco, Texas, 3 d'octubre de 1984) és una cantant i actriu estatunidenca. Ashlee va arribar a la fama el 2003 amb el reality show de la seva germana gran, Jessica Simpson: Newlyweds: Nick and Jessica, i després va protagonitzar el programa spin-off The Ashlee Simpson Show, centrat en la creació del seu primer àlbum musical, Autobiography (2004). Els següents han estat I Am Me (2005), i Bittersweet World (2008). Com la seva germana abans que ella, Simpson es va convertir en el centre d'una considerable atenció mediàtica.
El seu èxit va arribar amb el seu senzill debut, "Pieces of Me", que va ser llançat el 2004, es va convertir en un dels cinc èxits dels Estats Units i va encapçalar la llista Billboard Mainstream Top 40 basat en l'emissió de ràdio. L'èxit del senzill i el seu reality show van ajudar a impulsar el seu àlbum debut, Autobiography, també publicat el 2004, al primer lloc de la llista d'àlbums Billboard 200. El projecte va vendre més de cinc milions de còpies a tot el món, convertint-se en el seu àlbum més reeixit fins ara. Simpson va tenir un paper protagonista a la pel·lícula Undiscovered (2005), que es va convertir en un fracàs crític i comercial. El fracàs de la pel·lícula, juntament amb múltiples actuacions criticades, va provocar un escrutini mediàtic. Malgrat això, el segon àlbum d'estudi de Simpson, I Am Me (2005), va debutar a la part superior del Billboard 200, convertint-se en el seu segon àlbum en fer-ho. L'àlbum va rebre una certificació de platí de la "Recording Industry Association of America" (RIAA).
Després de la seva aparició com a Roxie Hart a la producció del West End de Chicago, Simpson va anunciar que havia començat a treballar en el seu tercer àlbum d'estudi. L'àlbum era diferent del so pop-rock dels seus esforços anteriors, amb un so de dance-pop i temàtica dels anys vuitanta. Bittersweet World es va estrenar el 2008 amb una acollida crítica positiva, però va experimentar un descens de les vendes. L'esforç va arribar al número 4 del Billboard 200. L'any següent, Simpson es va unir al repartiment principal de la renovació de Melrose Place, que va rebre una dura recepció crítica. Més tard aquell any, va fer el seu debut a Broadway repetint el seu paper de Roxie Hart a Chicago a Broadway.
Simpson va anunciar un quart àlbum d'estudi aquell mateix any. Va llançar de manera independent el senzill "Bat for a Heart" (2012), tot i que no va tenir èxit. Simpson finalment va eliminar l'àlbum i es va centrar en el seu fill. Simpson va repetir el seu paper de Roxie Hart per tercera vegada en una producció especial de dues dates a Hollywood Bowl el juliol de 2013 dirigida per Brooke Shields. A l'octubre, Simpson i el seu marit Evan Ross van llançar el seu EP debut dAshlee + Evan a través d'Access Records, que va comptar amb el suport d'una gira per ciutats selectes d'Amèrica del Nord, i el seu programa de telereality.

## Vida i carrera
1984–2002: inicis de vida i carrera professional

Els pares de Simpson són Tina i Joe Simpson. Té una germana gran, Jessica Simpson. Tant Ashlee com Jessica van assistir a "Prairie Creek Elementary" i "North Junior High", ubicades a Richardson, Texas, on es van criar les noies. Quan Ashlee tenia tres anys, va començar a estudiar ballet clàssic. Es va matricular a l'Escola de Ballet Americà de la ciutat de Nova York quan tenia onze anys, convertint-se en la persona més jove a ser admesa a l'escola. Encara que el requisit d'edat per a l'escola era de dotze anys, el pare de Simpson va admetre mentir sobre la seva edat. Durant aquest temps, Simpson va patir un trastorn alimentari sense nom durant uns sis mesos, i finalment va rebre tractament dels seus pares. La família Simpson es va traslladar a Los Angeles, Califòrnia, el 1999, mentre Jessica seguia una carrera de cantant. Mentre Jessica va llançar la seva carrera, Ashlee va començar a aparèixer en anuncis de televisió. El seu pare, Joe, va ser el seu agent.
Després de l'èxit comercial de l'àlbum debut de Jessica, Sweet Kisses (1999), Ashlee es va convertir en una de les seves ballarines de suport a la gira. Amb l'esperança de seguir una carrera com a actriu, Simpson va tenir una aparició menor com a convidat en un episodi de Malcolm in the Middle. L'any següent, Simpson va tenir un petit paper com a Monique a la pel·lícula de comèdia de Rob Schneider The Hot Chick (2002). Es va unir a la setena temporada del drama familiar 7th Heaven com a Cecilia Smith, un paper que va continuar interpretant a la vuitena temporada. Simpson va aparèixer en un total de quaranta episodis com a Cecilia. Aquell mateix any, Ashlee va gravar una cançó titulada "Christmas Past, Present, and Future" per a l'àlbum de vacances  School's Out! Christmas;; la cançó es va tornar a llançar més tard a Radio Disney Jingle Jams després de l'avenç musical de Simpson. Més tard va gravar la cançó "Just Let Me Cry" per a la banda sonora de la pel·lícula Freaky Friday (2003). Simpson més tard va començar a escriure i gravar demos, amb l'esperança de trobar un segell discogràfic. Es va confirmar un mes després del llançament de la banda sonora de Freaky Friday que Simpson havia signat amb Geffen Records per llançar el seu àlbum d'estudi debut.

## 2003–2004: Breakthrough, Autobiography i Saturday Night Live incident
Es va anunciar que Jessica Simpson i el llavors marit Nick Lachey protagonitzarien la seva pròpia sèrie de realitat MTV, Newlyweds: Nick and Jessica. La sèrie, que narrava la vida de Jessica i Nick com a parella casada, es va convertir en un fenomen de la cultura pop i va ajudar a cridar l'atenció sobre les germanes Simpson. Ashlee va ser VJ a TRL a MTV als Estats Units durant l'estiu de 2003. Després de l'èxit de la sèrie, es va confirmar que Ashlee rebria la seva pròpia sèrie, The Ashlee Simpson Show. Amb l'esperança d'acabar amb les comparacions entre ella i la seva germana, Ashlee volia que la sèrie es concentrés en l'enregistrament del seu àlbum debut. Durant aquest temps, Simpson també es va tenyir el seu cabell ros naturalment de color marró, una decisió que va rebre l'atenció dels mitjans. Mentre filmava el programa, Simpson va aparèixer al vídeo musical del senzill debut del músic Ryan Cabrera "On the Way Down" (2004), retratant-se com l'interès amorós de Cabrera. La parella més tard va començar una relació romàntica, amb Cabrera inspirant múltiples cançons per a l'àlbum de Simpson.

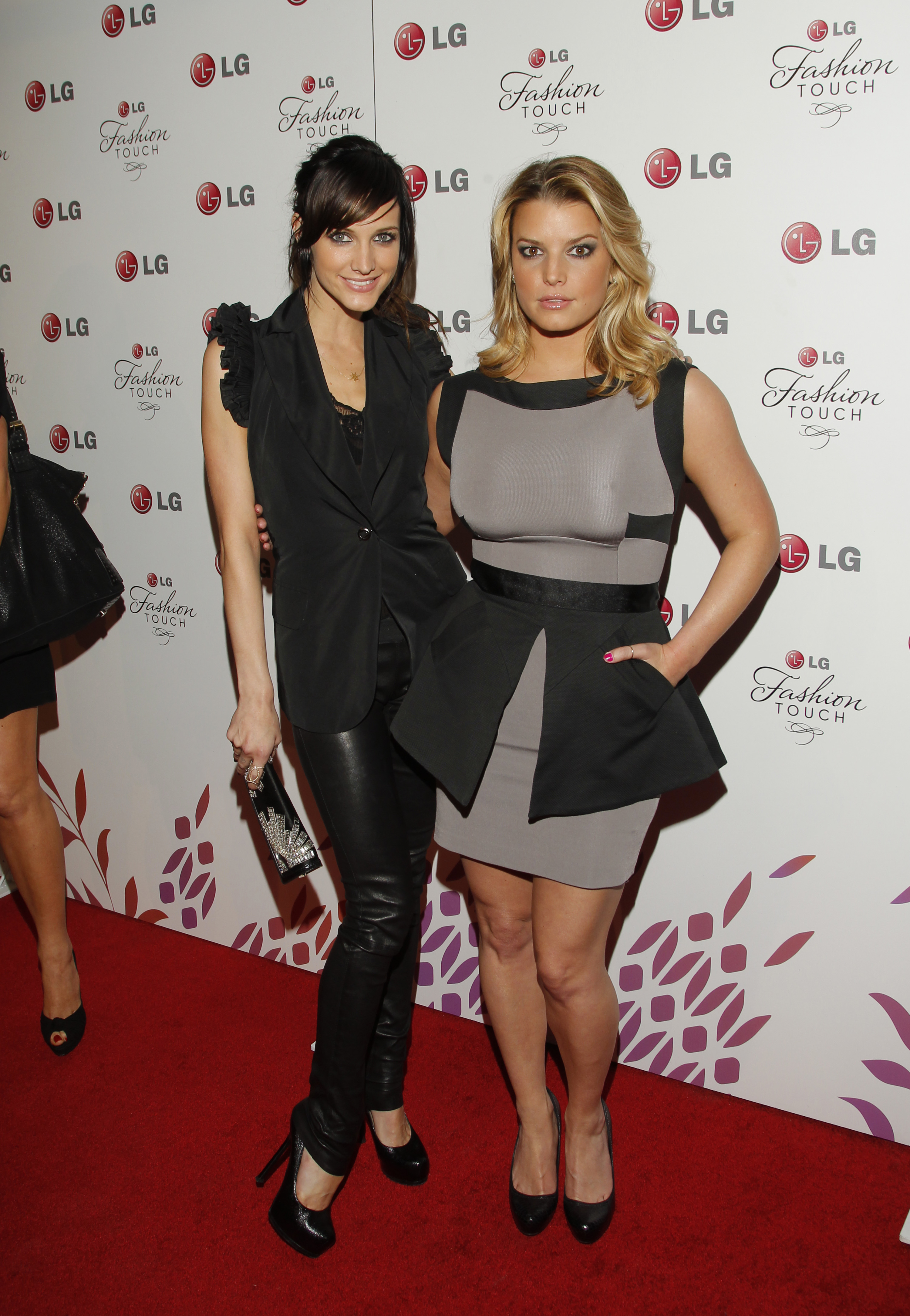
Les germanes Ashlee (esquerra) i Jessica (dreta) sovint es van enfrontar entre elles als mitjans de comunicació.

Simpson volia que el seu àlbum debut consistís en música pop-rock, ja que ella no escoltava música pop. El projecte va ser produït per John Shanks, mentre Simpson va co-escriure totes les cançons de l'àlbum. També va treballar amb la compositora Kara DioGuardi a l'àlbum, amb DioGuardi rebent crèdits en set de les cançons de l'àlbum. El senzill principal de l'àlbum, "Pieces of Me", es va convertir en un èxit instantani als Estats Units. La cançó es va convertir en un dels cinc millors èxits de la llista Billboard Hot 100 i va encapçalar la llista Mainstream Top 40 basat en l'emissió de ràdio pop. "Pieces of Me" va obtenir una certificació d'or de la "Recording Industry Association of America" (RIAA), que denota 500.000 còpies del senzill venut. El seu àlbum de debut, Autobiography, va ser llançat el 20 de juliol de 2004, amb una recepció crítica generalment mixta. L'àlbum va debutar al capdamunt de la llista dels 200 àlbums de Billboard als Estats Units, venent unes 398.000 còpies estimades en la seva primera setmana de llançament. Va ser l'àlbum debut més venut d'una artista femenina aquell any, i va arribar a vendre més de 2,5 milions de còpies als Estats Units el gener de 2005. L'èxit de l'àlbum i el seu senzill principal es va atribuir a l'exposició de la seva sèrie de televisió de realitat. L'àlbum va vendre més de cinc milions de còpies a tot el món.

El 23 d'octubre de 2004, Simpson va aparèixer infimament com a convidada musical en un episodi de Saturday Night Live per promocionar l'àlbum. Va interpretar per primera vegada el senzill "Pieces of Me" i estava preparada per interpretar la cançó "Autobiography" com a segona cançó. Quan la segona actuació estava programada per començar, la veu de "Pieces of Me" es va tornar a escoltar, revelant que Simpson havia sincronitzat amb els llavis la seva actuació anterior. Simpson va començar a fer una plantilla improvisada mentre la seva banda va tornar a tocar "Pieces of Me". Després va sortir de l'escenari mentre la seva banda continuava tocant sense ella durant uns quants segons, abans que l'espectacle es convertís en comercial. Durant el tancament de l'espectacle, Simpson va aparèixer amb l'amfitrió convidat, Jude Law, i va dir: 
| « | "Em sento tan malament! La meva banda va començar a tocar la cançó equivocada i no sabia què fer, així que vaig pensar que faria una pifiada." | » |

 L'actuació va rebre una atenció important dels mitjans i com era d'esperar, va rebre una reacció negativa. Dies després, Simpson va trucar a la sèrie de vídeos musicals Total Request Live i va explicar que se li va aconsellar que no cantés en directe a causa de la malaltia de reflux àcid, cosa que després va ser confirmada per 60 Minutes en una peça que havien filmat sobre SNL. Simpson va dir de l'incident: 
| « | "Vaig fer el ridícul de mi mateixa" | » |

.Malgrat l'atenció negativa dels mitjans de comunicació al voltant de l'incident, Simpson va llançar "Shadow" com el segon senzill dAutobiography als Estats Units. La cançó no va rebre cap llançament als territoris europeus. No va tenir l'èxit del seu predecessor, encara que va arribar als vint primers de la llista Mainstream Top 40, convertint-se en el seu segon èxit a la llista. La cançó parlava líricament de les seves opinions sobre l'èxit de la seva germana gran. La cançó va rebre una acollida positiva de la crítica, alguns la van elogiar com a punt culminant de l'àlbum. "La La" va ser llançat com el tercer i últim senzill de l'àlbum el gener de 2005, i de nou no va aconseguir l'èxit de "Pieces of Me". Malgrat un pic baix a la llista Hot 100, la cançó va rebre una certificació d'or de la RIAA. La cançó només va servir com a segon senzill als territoris europeus. Simpson i Cabrera van acabar amb la seva relació, encara que els dos van romandre amics. Als "Premis Teen Choice" el 8 d'agost de 2004, Simpson va rebre el premi Teen Choice "Song of the Summer" per "Pieces of Me", així com el premi "Fresh Face". També va guanyar el premi Billboard a la nova artista femenina de l'any al desembre, i el mateix mes, Entertainment Weekly la va nomenar una de les seves Breakout Stars del 2004.

## 2005–2007: I Am Me, anàlisi mediàtica i Broadway
Al gener de 2005, els mitjans de xafarderies van començar a especular que Simpson i l'actor Wilmer Valderrama estaven involucrats romànticament, donant lloc a rumors d'un "triangle amorós" entre la parella i l'ex-nòvia de Valderrama, Lindsay Lohan. Malgrat això, els representants de Simpson van afirmar que els dos havien estat amics durant anys, i que no hi havia cap interès romàntic. Simpson va aparèixer com a convidat musical durant el mig temps a l'Orange Bowl de 2005 a Miami, Florida. La seva interpretació de "La La" va obtenir una acollida negativa per part de la multitud, la qual cosa va provocar esbroncades. Al febrer de 2005, Simpson es va embarcar en la seva gira d'autobiografia per Amèrica del Nord. Amb un total de trenta-set espectacles, la gira va veure Simpson interpretant cançons del seu àlbum debut, així com versions i una cançó inèdita. Durant la gira, Simpson va escriure material per al seu segon àlbum d'estudi. Simpson va tenir un paper secundari a la pel·lícula Undiscovered, interpretant una aspirant a actriu anomenada Clea. Però la pel·lícula va ser un fracàs crític i comercial, i li va valdre a Simpson una nominació a la pitjor actriu secundària als premis Golden Raspberry de 2005.
Simpson va llançar el seu segon àlbum d'estudi, I Am Me, a l'octubre de 2005. L'àlbum presentava temes de pop-rock similars als del seu esforç de debut, tot i que Simpson esperava incorporar la sensació de la música dels anys vuitanta al seu so. Igual que el seu llançament anterior, Simpson va co-escriure totes les cançons de l'àlbum. Es va convertir en el seu segon àlbum a debutar al capdamunt de la llista Billboard 200, amb vendes la primera setmana de 220.000 còpies als Estats Units. L'àlbum no va aconseguir l'èxit dAutobiography, encara que va arribar a vendre més de tres milions de còpies a tot el món. El senzill principal de l'àlbum, "Boyfriend", va ser escrit i compost sobre els rumors entre Simpson i Valderama, i es va convertir en el seu segon èxit entre els vint millors als Estats Units. Per al llançament de l'àlbum, Simpson va tornar als seus cabells rossos. El segon i últim senzill de l'àlbum, "L.O.V.E.", va entrar als quaranta primers dels Estats Units. Simpson va aparèixer per segona vegada com a intèrpret musical a "Saturday Night Live", interpretant la cançó "Catch Me When I Fall", que es va inspirar en la seva aparició anterior a la sèrie, així com en "Boyfriend". Aquesta vegada, ambdues cançons es van interpretar sense cap incident advers. A mitjans de desembre, Simpson es va ensorrar després d'actuar al Japó i va ser hospitalitzat breument, per la qual cosa va cancel·lar una aparició als premis de la música de ràdio. El col·lapse i la seva posterior hospitalització es van atribuir a l'esgotament com a conseqüència de la seva ocupada agenda de treball.
Simpson es va embarcar en la seva gira I Am Me en els últims mesos de 2005 i va començar a sortir amb el seu baterista Braxton Olita.[12] El març de 2006, Simpson va guanyar una competició d'invitació de surf de celebritats de MTV, que també va comptar amb celebritats com Meagan Good, Jack Osbourne, Ashley Parker Angel i Tony Hawk. El 12 d'abril de 2006, va presentar i actuar als MTV Australia Video Music Awards, on va guanyar "Millor artista femenina" i "Millor vídeo pop" pel senzill "Boyfriend". Simpson es va operar el nas l'abril de 2006. Al número de maig de 2007 de Harper's Bazaar, va dir que no estava insegura sobre la seva aparença ni ho havia estat abans. Va dir que la cirurgia plàstica era una "opció personal" que només s'hauria de decidir fer per un mateix i no pels altres. En una entrevista de setembre de 2007, el seu pare, Joe Simpson, va explicar de la cirurgia que s'havia sotmès a Ashlee: "Hi havia un problema real amb la seva respiració i es va curar". A mitjans de 2006, Simpson va concedir una entrevista a Marie. La revista Claire, on es deia que "ho tenia amb la visió retorçada de Hollywood de la bellesa femenina" i va ser fotografiada pintant un mural a favor de la dona amb un grup de noies desfavorides de l'escola pública Green Dot de Los Angeles. Quan la revista va arribar als quioscos, Simpson ja s'havia operat el nas, i alguns lectors de Marie Claire es van queixar que això era hipòcrita. La revista va rebre més de 1.000 cartes de queixa i el nou editor de la revista va ampliar la secció de cartes del número de setembre de la revista per donar als lectors l'oportunitat d'expulsar les seves frustracions.
Simpson es va embarcar en la seva tercera gira nord-americana, la L.O.V.E. Gira, per promocionar encara més el seu àlbum de segon any. Es va anunciar que I Am Me seria reeditada en els mesos següents amb un nou senzill "Invisible", una versió d'una cançó de Jaded Era. El senzill va ser llançat al juny de 2006 i va arribar al lloc número 21 de l'Hot 100. Es va convertir en el seu segon senzill a entrar al top ten de la llista Mainstream Top 40 basat en la ràdio pop. Finalment, es va confirmar que s'havia descartat una reedició de I Am Me. L'any 2006, Simpson va ser seleccionada com a Roxie Hart a la producció musical del West End de Chicago del 25 de setembre al 28 d'octubre de 2006. Va rebre crítiques majoritàriament positives. La seva actuació al programa va ser descrita com "enlluernadora i gairebé impecable". Després de la seva separació amb Olita, es va confirmar que Simpson estava en una relació amb el membre de la banda Fall Out Boy, Pete Wentz.

## 2007–2011: Món agredolç, maternitat, matrimoni i retorn a Broadway

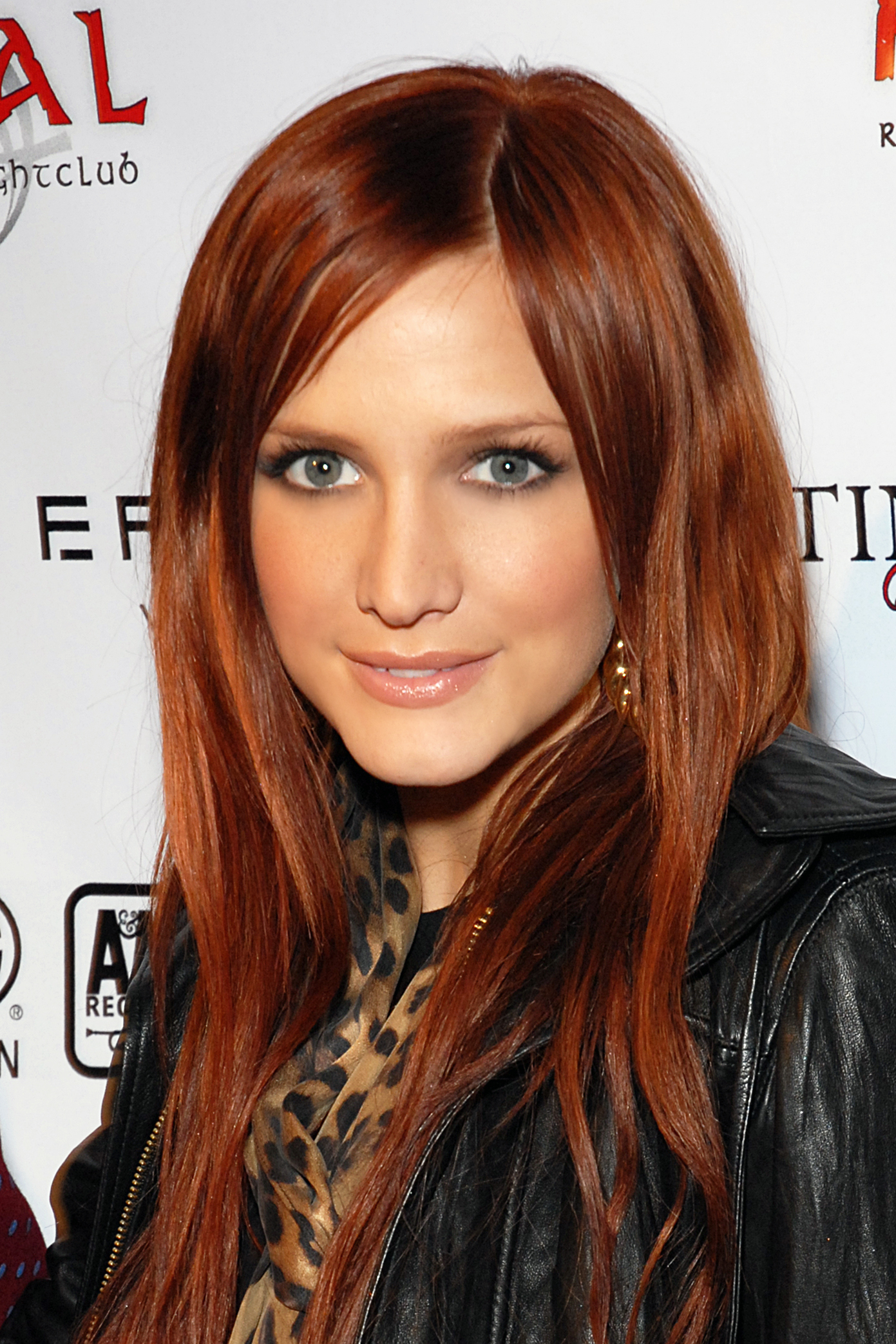
Simpson en una festa dels Grammy el 2008.

Després de la seva aparició com a Roxie Hart, Simpson va confirmar que havia començat a treballar en el seu tercer àlbum d'estudi, inicialment programat per al llançament a finals de 2007. El president de Geffen Records, Ron Fair, va dir el desembre de 2006 que treballar en el proper àlbum de Simpson seria "molt complicat" per l'escrutini de la premsa i els "prejudicis", però que Geffen treballaria amb ella per superar-ho, "perquè mereix ser escoltada i ella mereix un tret." Amb l'esperança de passar a un nou so, Simpson va contractar els productors Timbaland i The Neptunes per oferir cançons "orientades al ritme" per al projecte. Simpson va llançar el senzill principal de l'àlbum, "Outta My Head (Ay Ya Ya)", el desembre de 2007. La cançó presentava elements de synthpop i va estar molt influenciada per l'escena de la música pop dels anys vuitanta. El senzill no va arribar a la llista Hot 100 als Estats Units, tot i que va tenir un èxit moderat a territoris internacionals. Bittersweet World, el tercer àlbum d'estudi de Simpson, va ser llançat el 19 d'abril de 2008. L'àlbum va veure un declivi per a Simpson, debutant al número 4 del Billboard 200 amb vendes la primera setmana de 47.000 còpies. Simpson va llançar una col·lecció de tops en col·laboració amb el minorista de roba "Wet Seal" el 22 d'abril de 2008, el mateix dia que Bittersweet World va ser llançat als Estats Units. L'àlbum va arribar a vendre 126.000 còpies durant el primer any del seu llançament, convertint-se en el seu àlbum més venut fins ara. El llançament va servir com l'últim àlbum de Simpson a través de Geffen Records.

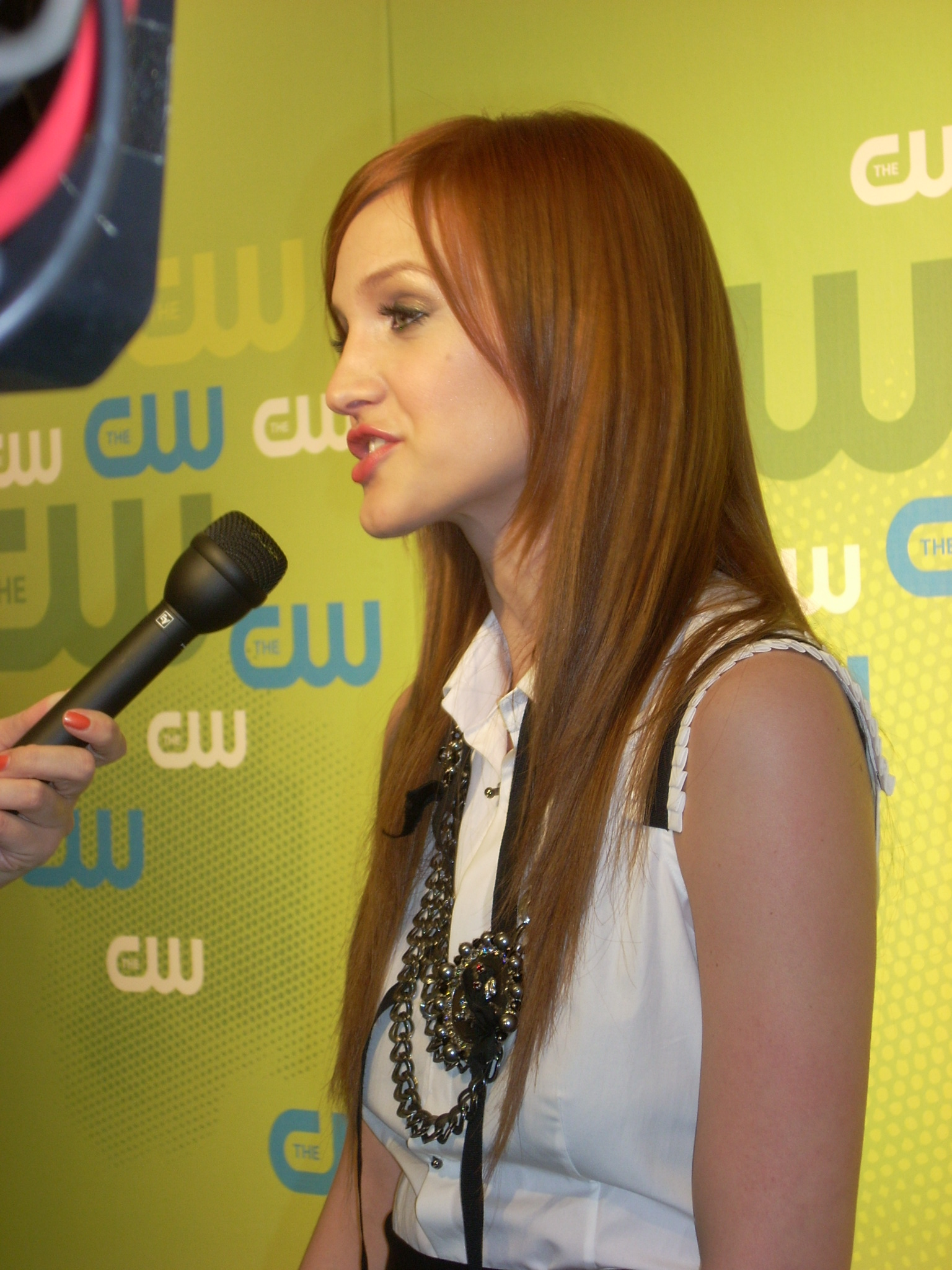
Simpson el 2009

El febrer de 2008, Simpson va començar a portar un anell de diamants. Més tard va explicar que era un anell de promesa de Wentz. L'abril de 2008, Simpson i Wentz van confirmar el seu compromís, i es van casar el 17 de maig de 2008, a la residència dels pares de Simpson a Encino, Califòrnia, amb el seu pare oficiant la cerimònia. Va canviar el seu cognom de Simpson a Wentz, i durant el matrimoni va ser coneguda professionalment com Ashlee Simpson-Wentz. Va ser durant aquest temps quan Simpson va llançar la cançó "Little Miss Obsessive" com el segon senzill de Bittersweet World. La cançó no va rebre un llançament europeu i va assolir un màxim de 96 a la llista Hot 100 als Estats Units. També va començar a aparèixer en anuncis publicitaris del minorista canadenc Zellers per promocionar la seva línia de roba independent, "Request", a mitjan 2008. Dues setmanes després del seu casament, Simpson va anunciar el seu embaràs, acabant així amb la promoció de "Little Miss Obsessive" i de l'àlbum principal. Simpson va donar a llum un fill anomenat Bronx nascut el 20 de novembre de 2008.

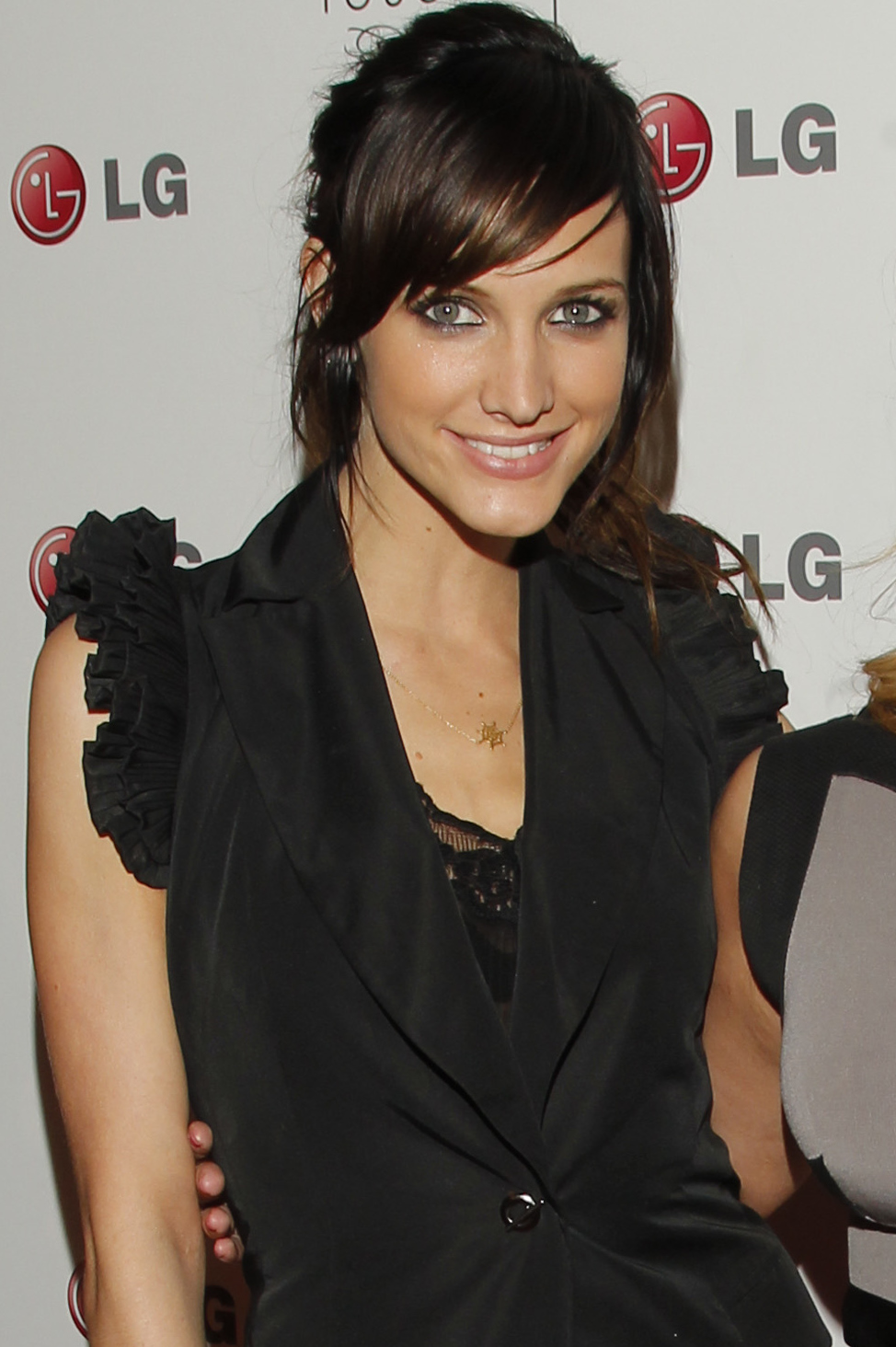
Simpson el 2010

El 2009, Simpson va tornar a temps complet als episodis de televisió interpretant el paper de Violet Foster a Melrose Place, la renovació de The CW de la sèrie homònima dels anys 90. Originalment va signar al programa com a habitual, però els productors i executius de CW van decidir escriure el seu personatge. Simpson va deixar el programa després de dotze episodis i va declarar que havia sabut durant tot el temps que el seu personatge abandonaria el programa un cop conclosa la història del misteri de l'assassinat. Malgrat això, la germana d'Ashlee s'ha pronunciat en contra de la sèrie, afirmant que Simpson va portar la premsa gratuïta al programa. Després de la seva sortida de Melrose Place, Simpson va repetir el seu paper a la producció musical de Broadway de Chicago. Va començar la seva carrera a Broadway el 30 de novembre de 2009 i va actuar a Nova York durant vuit espectacles a la setmana fins al 7 de febrer de 2010. El 9 de febrer de 2011, Simpson va sol·licitar el divorci de Wentz, citant diferències irreconciliables, i va demanar que el seu nom de soltera fos restaurat. El divorci es va concretar el 22 de novembre de 2011. L'antiga parella va publicar una declaració conjunta després de l'anunci, afirmant: 
| « | "Seguim sent amics i pares profundament compromesos i amorosos amb el nostre fill Bronx, la felicitat i el benestar del qual segueixen sent la nostra prioritat número u". | » |

Simpson va aparèixer al segon episodi de la sèrie. The CW's America's Next Top Model, Cycle 17 com a jutge convidat. Va crear una línia de moda dirigida a noies de set a setze anys en col·laboració amb l'exitosa marca de la seva germana. Simpson és la co-directora creativa de la línia, que es va estrenar a l'hivern de 2011.

## 2012-present: segon matrimoni i projectes televisius
Poc després de la seva separació de Wentz, es va confirmar que Simpson estava en una relació amb l'actor Vincent Piazza, encara que els dos van acabar la seva relació gairebé un any i mig després de començar a sortir. Simpson va confirmar durant una entrevista l'any 2011 que havia començat a treballar en el seu quart àlbum d'estudi, que va descriure com un "sens folk". El 2012, Simpson va llançar de manera independent el senzill "Bat for a Heart". Tot i que el senzill va incloure lletres explícites i un vídeo de música atrevit, no va tenir cap èxit. La cançó va ser escrita i composta per la reconeguda compositora Linda Perry. La cançó va rebre una recepció mixta en el seu llançament. Simpson va afirmar més tard que l'àlbum estava desenvolupant més un so electrònic. No obstant això, "Bat for a Heart" va servir com a llançament musical final de Simpson durant diversos anys després, sense que s'anunciïn plans musicals futurs i el seu lloc web de música es va tancar. El juny de 2012, es va anunciar que Simpson estava filmant Pawn Shop Chronicles a Baton Rouge, Louisiana, una pel·lícula de comèdia estrenada el 2013.
Simpson va interpretar el personatge de Roxie Hart per tercera vegada al musical Chicago, aquesta vegada a la producció de Hollywood Bowl de l'espectacle. L'actuació de Simpson va rebre crítiques diverses, tot i que va ser descrita com una "favorita del públic". El juliol de 2013, es va informar que Simpson havia començat a sortir amb l'actor Evan Ross, fill de la cantant Diana Ross. Simpson i Ross es van comprometre el gener de 2014, i es van casar el 30 d'agost de 2014, a la finca de Diana Ross a Connecticut. La parella va donar la benvinguda a una filla anomenada Jagger Snow el 30 de juliol de 2015. El mateix mes, Simpson i el seu marit van presentar sol·licituds per canviar el seu cognom a Ross-Næss. Næss era el cognom legal original del seu marit (del seu pare, l'empresari Arne Næss Jr.), mentre que Ross era el cognom de la seva mare.

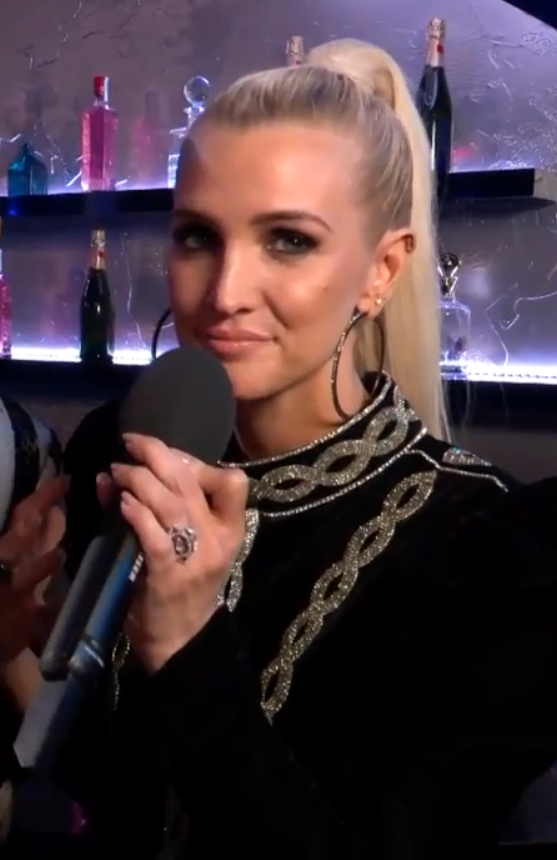
Simpson el 2018

El maig de 2016, Simpson va dir que estava evitant un possible retorn a l'actuació per centrar-se a fer un nou àlbum: 
| « | "He estat escrivint música amb el meu marit i això ha estat molt divertit, només hem estat [intentant] Trobem el nostre so, hem escrit com 10 cançons, però n'escriurem un munt més." | » |

Però a principis de 2005, el seu lloc web de música es va quedar fora de línia, amb un error, durant mesos i, a principis de setembre. El 2018, va romandre fora de línia malgrat les seves afirmacions de tornar a la música.
Aquest mateix any, Simpson va donar la veu a Strelka, la pel·lícula d'animació Space Dogs Adventure to the Moon (Mascotes a l'espai), al costat d'Alicia Silverstone. Simpson també va confirmar a "Us Weekly" que l'any 2019 es llançaria nova música, cosa que semblava suggerir que estava treballant en el seu proper quart àlbum d'estudi després d'una pausa d'onze anys.
El 9 de setembre de 2018, estava programada per tornar al món dels reality shows de televisió amb Ashlee+Evan, a E! Televisió d'entreteniment. Simpson i Ross van llançar el seu senzill debut a duet, "I Do" el 7 de setembre de 2018. S'esperava que la parella publiqués un àlbum de llarga durada més tard aquell any, però en canvi va llançar un disc de reproducció ampliada, Ashlee + Evan.
L'abril de 2020, Simpson va anunciar que estava embarassada del seu tercer fill, un fill. Va donar a llum a Ziggy Blu el 29 d'octubre de 2020.

## Imatge pública
Simpson ha aparegut a les portades de nombroses revistes, com ara Women's Health dels EUA, Jane, CosmoGirl, Shape, Allure, YM, Marie Claire, Redbook i Seventeen; Glamour d'Alemanya; les japoneses Blenda i Elle; i Elle Girl de Rússia. Ha aparegut en diverses edicions internacionals de Cosmopolitan, com Geòrgia, Sèrbia, Rússia, Itàlia, Grècia, Ucraïna, Eslovènia, Països Baixos, EUA i Austràlia. Ha aparegut en anuncis de televisió de "Liquid Ice, HP, Zellers i Pizza Hut". Va aparèixer en anuncis impresos per a Skechers i ThermaSilk.
Forbes va incloure a Simpson com una de les "celebritats joves més riques", s'informa que va guanyar 8,3 milions de dòlars el 2005. Forbes va situar Simpson i el seu llavors marit Pete Wentz al número 20 de la seva llista de les "20 millors parelles de celebritats en efectiu" amb la seva Ingressos combinats de 9,5 milions de dòlars.
Amb el llançament dAutobiography, Simpson es va comercialitzar instantàniament com un "anti-Britney", fent comparacions amb artistes com Avril Lavigne i Fefe Dobson. Els mitjans van assenyalar la seva imatge i estil "punk-rock" com a contrast amb la seva germana Jessica. Amb l'èxit de la sèrie de televisió de realitat de Jessica Newlyweds, les germanes es van convertir en noms coneguts als mitjans de comunicació i es van convertir en el focus de molta atenció. Cita la seva infància com el moment en què va començar a cantar i admet que somiava amb estar a Broadway i no esperava entrar en l'escena de la música pop.
Vocalment, Simpson és un alt amb un rang vocal de dues octaves. S'entrena amb un professor vocal, i estudia els àlbums d'Etta James i Aretha Franklin per inspirar-se vocalment. Ha citat Guns N' Roses, Gwen Stefani, No Doubt, Joan Jett, The Runaways, Madonna, Pat Benatar, Green Day, Alanis Morissette, Fiona Apple, Chrissie Hynde i Debbie Harry de Blondie com les seves influències musicals.

## Filmografia
Film
| Any  | Títol                                        | Rol          | Notes          |
| ---- | -------------------------------------------- | ------------ | -------------- |
| 2002 | The Hot Chick                                | Monique      |                |
| 2005 | Undiscovered                                 | Clea         |                |
| 2006 | The Kelly Slater Celebrity Surf Invitational | Ella mateixa | Televisió film |
| 2013 | Pawn Shop Chronicles                         | Theresa      |                |
| 2016 | Space Dogs Adventure to the Moon             | Strelka      | Veu            |

Televisió
| Any       | Títol                                       | Rol                              | Notes                                                                    |
| --------- | ------------------------------------------- | -------------------------------- | ------------------------------------------------------------------------ |
| 2001      | Malcolm in the Middle                       | High School Girl                 | Episodi: "Reese Cooks"                                                   |
| 2002–2004 | 7th Heaven                                  | Cecilia Smith                    | 40 episodis                                                              |
| 2003      | TRL                                         | Ella mateixa/VJ                  | Estiu 2003                                                               |
| 2003      | Say What? Karaoke                           | Ella mateixa / Judge             |                                                                          |
| 2003–2005 | Newlyweds: Nick and Jessica                 | Ella mateixa                     | 5 episodis                                                               |
| 2004–2005 | The Ashlee Simpson Show                     | Ella mateixa                     | 18 episodis                                                              |
| 2004–2005 | Saturday Night Live                         | Ella mateixa / Convidat Musical  | "Jude Law/Ashlee Simpson" "Jon Heder/Ashlee Simpson"                     |
| 2005      | Punk'd                                      | Ella mateixa                     | Episodi: "Ashlee Simpson"                                                |
| 2006      | MTV Australia Video Music Awards            | Ella mateixa / Amfitrió          |                                                                          |
| 2008      | Dog Whisperer                               | Ella mateixa                     | Episode: "Cricket and Hemingway & Rigby"                                 |
| 2009      | CSI: NY                                     | Lila Wickfield                   | Episodi: "Point of No Return"                                            |
| 2009–2010 | Melrose Place                               | Violet Foster                    | 13 episodis                                                              |
| 2010      | Jessica Simpson: Happy Christmas            | Ella mateixa / Invitada especial | Televisió film                                                           |
| 2011      | America's Next Top Model                    | Ella mateixa / Judge invitada    | Episode: "Ashlee Simpson"                                                |
| 2018      | Ashlee + Evan                               | Ella mateixa                     | 6 episodis; també productor executiu                                     |
| 2019      | Drop the Mic                                | Ella mateixa                     | Episode: "Mike Colter vs. Ne-Yo and Christina Milian vs. Ashlee Simpson" |
| 2020      | The Bachelor Presents: Listen to Your Heart | Ella mateixa / Judge             | Episodi: "Week 5 – Semi-Finals"                                          |

Teatre
| Any  | Títol   | Rol        | Notes          |
| ---- | ------- | ---------- | -------------- |
| 2006 | Chicago | Roxie Hart | West End       |
| 2009 | Chicago | Roxie Hart | Broadway       |
| 2013 | Chicago | Roxie Hart | Hollywood Bowl |

## Discografia
- Article principal:(anglès)
- Autobiography (2004)
- I Am Me (2005)
- Bittersweet World (2008)